# L’Union
L’Union település Franciaországban, Haute-Garonne megyében. Lakosainak száma 12 410 fő (2022. január 1.). L’Union Saint-Geniès-Bellevue, Balma, Launaguet, Montrabé, Saint-Jean és Toulouse községekkel határos.

## Népesség
A település népességének változása:
| Lakosok száma | 4601 | 10 461 | 11 751 | 12 300 | 11 731 | 11 595 | 11 715 | 11 798 | 12 339 | 12 410 |
|               | 1968 | 1982   | 1990   | 2006   | 2013   | 2015   | 2017   | 2019   | 2020   | 2022   |

## Helyek és műemlékek

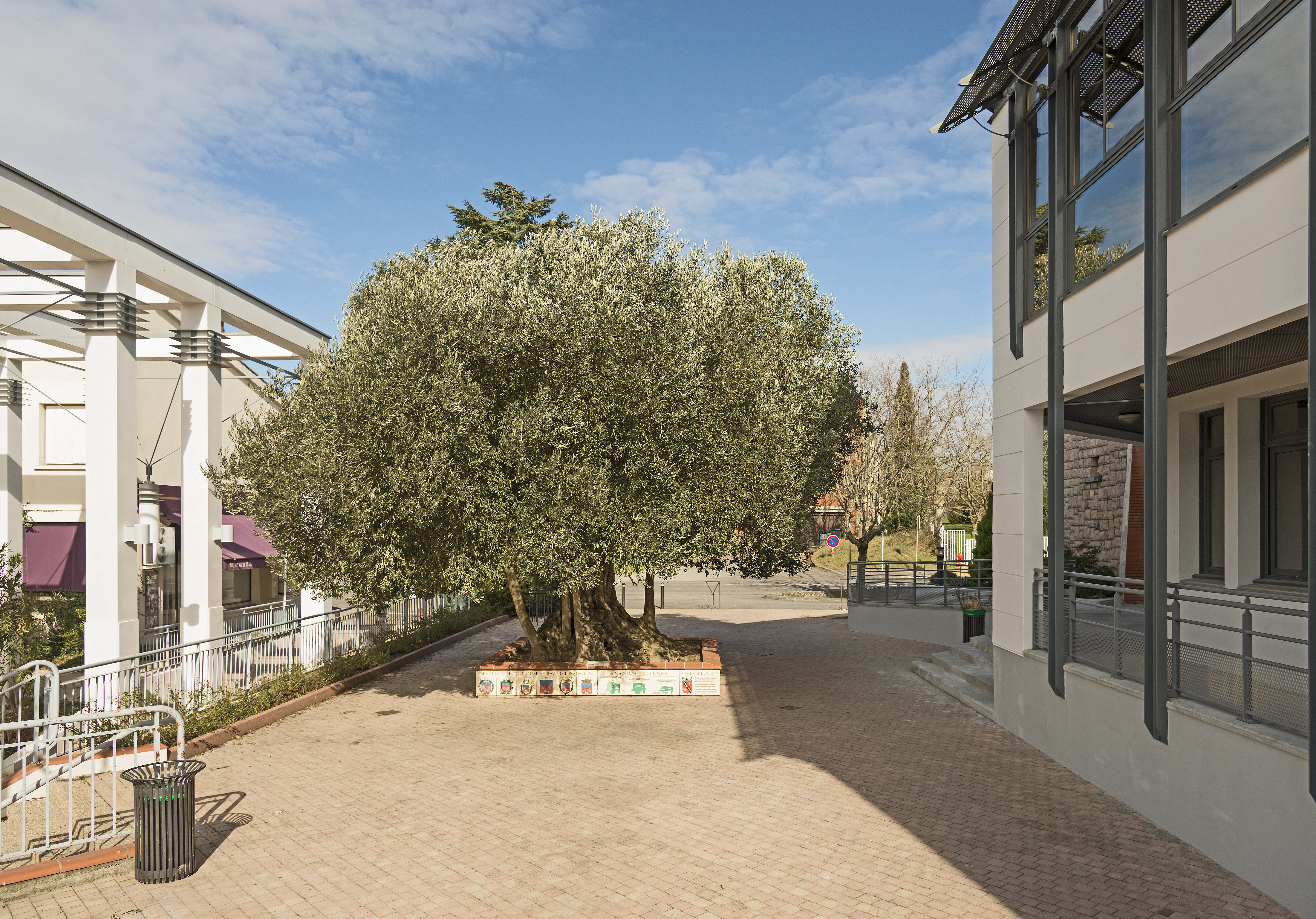
Millenniumi olajfa
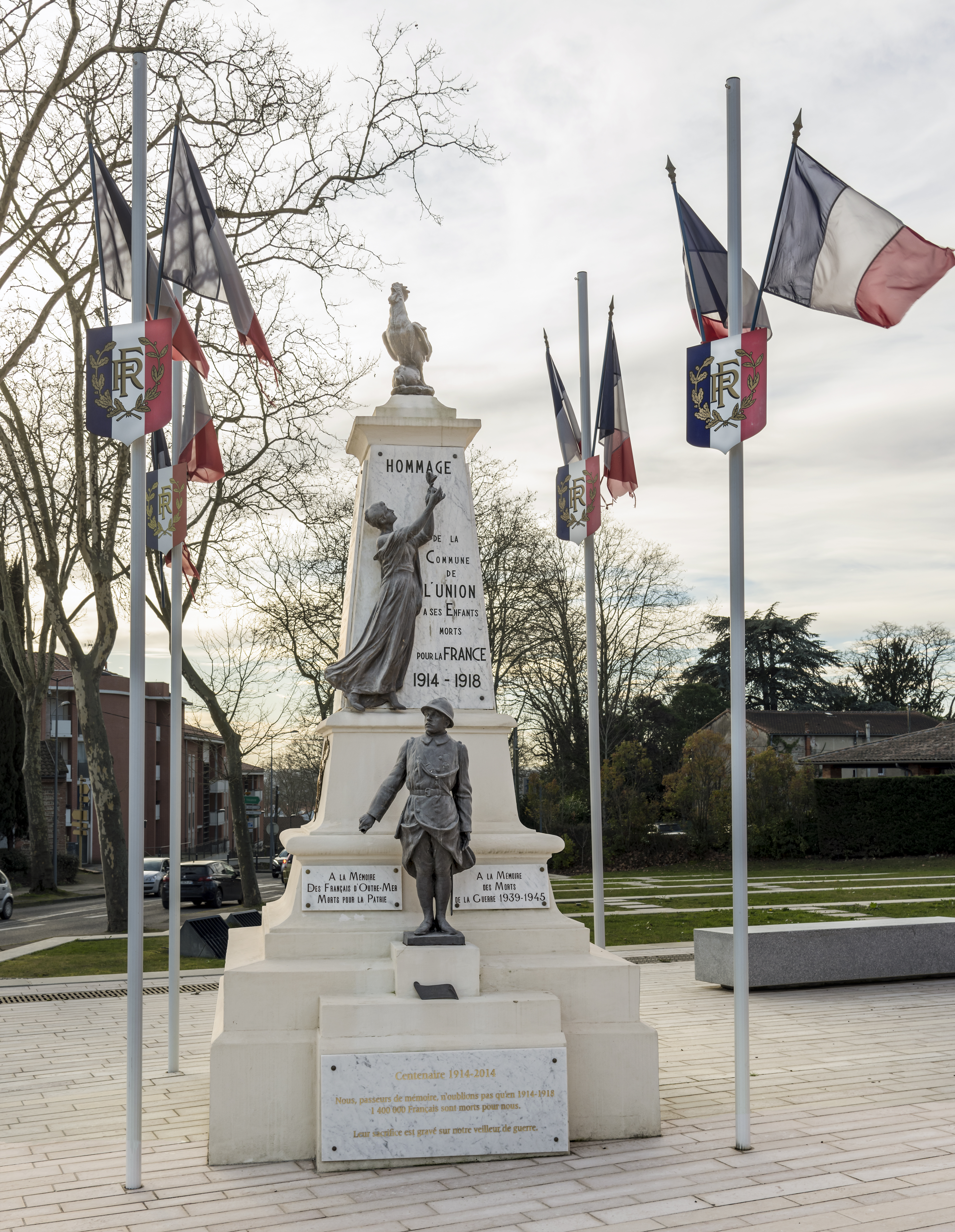
A halottak emlékműve.
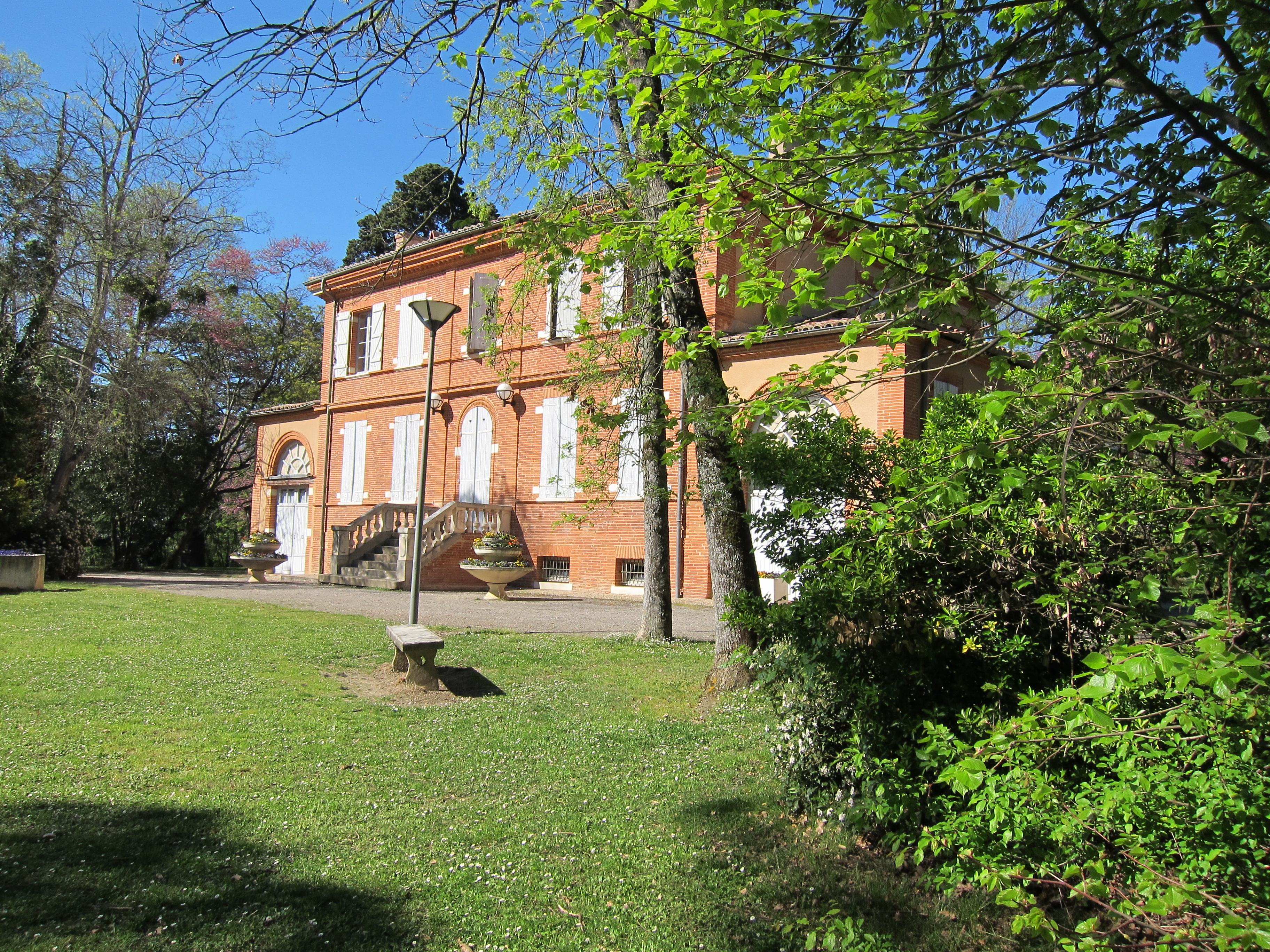
A Malpagat kastélya.
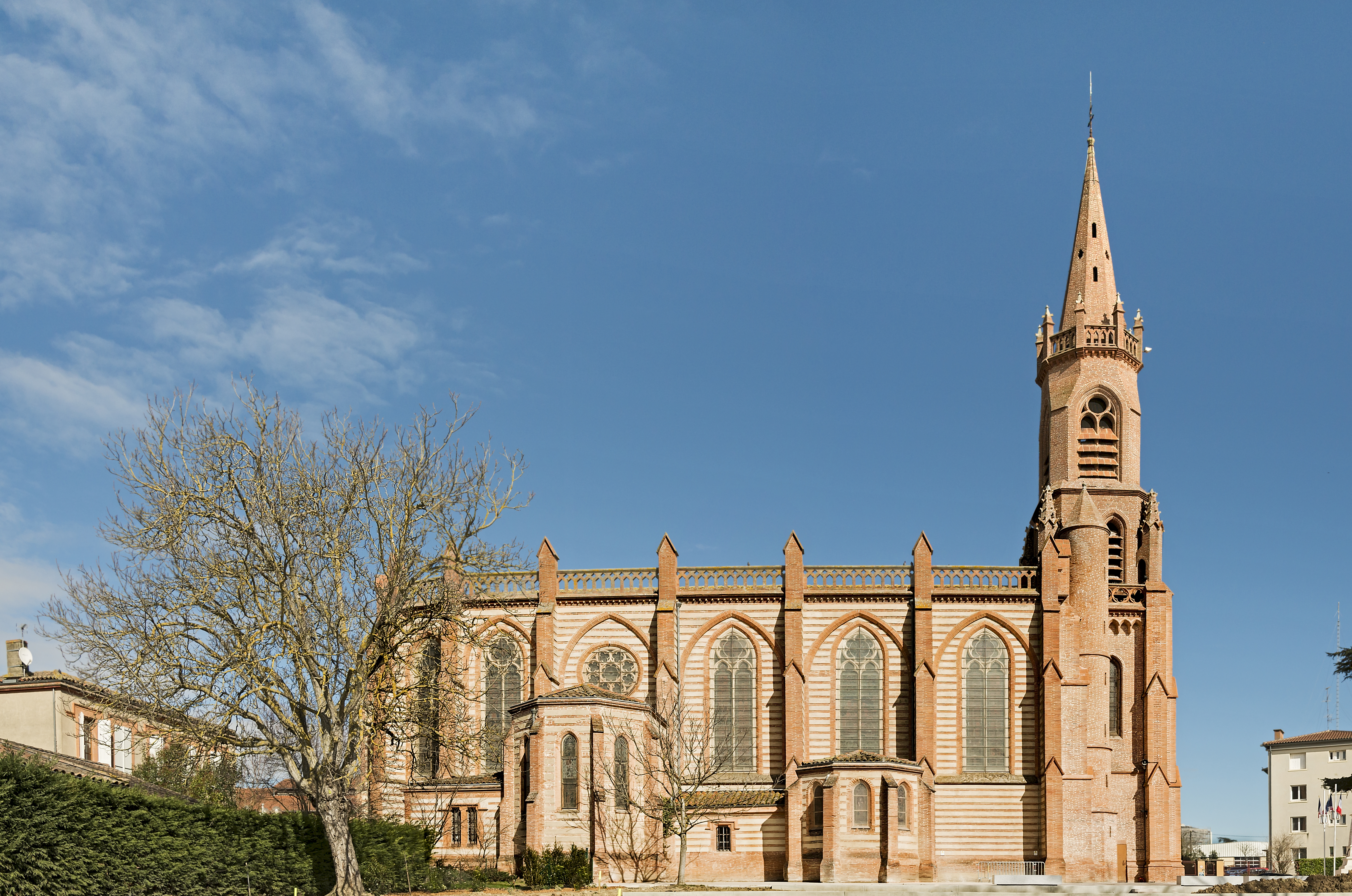
Keresztelő Szent János templom
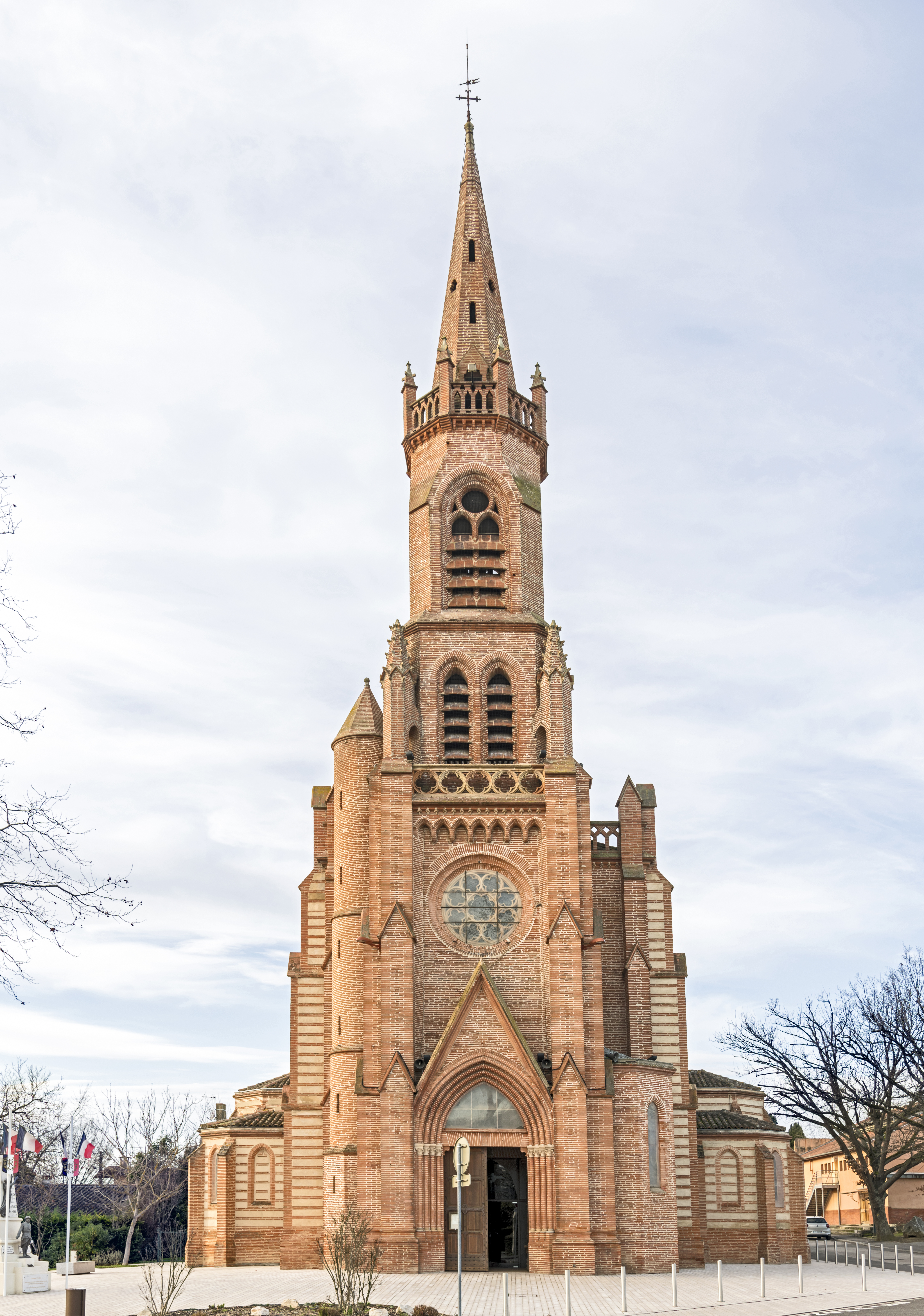
A harangtorony
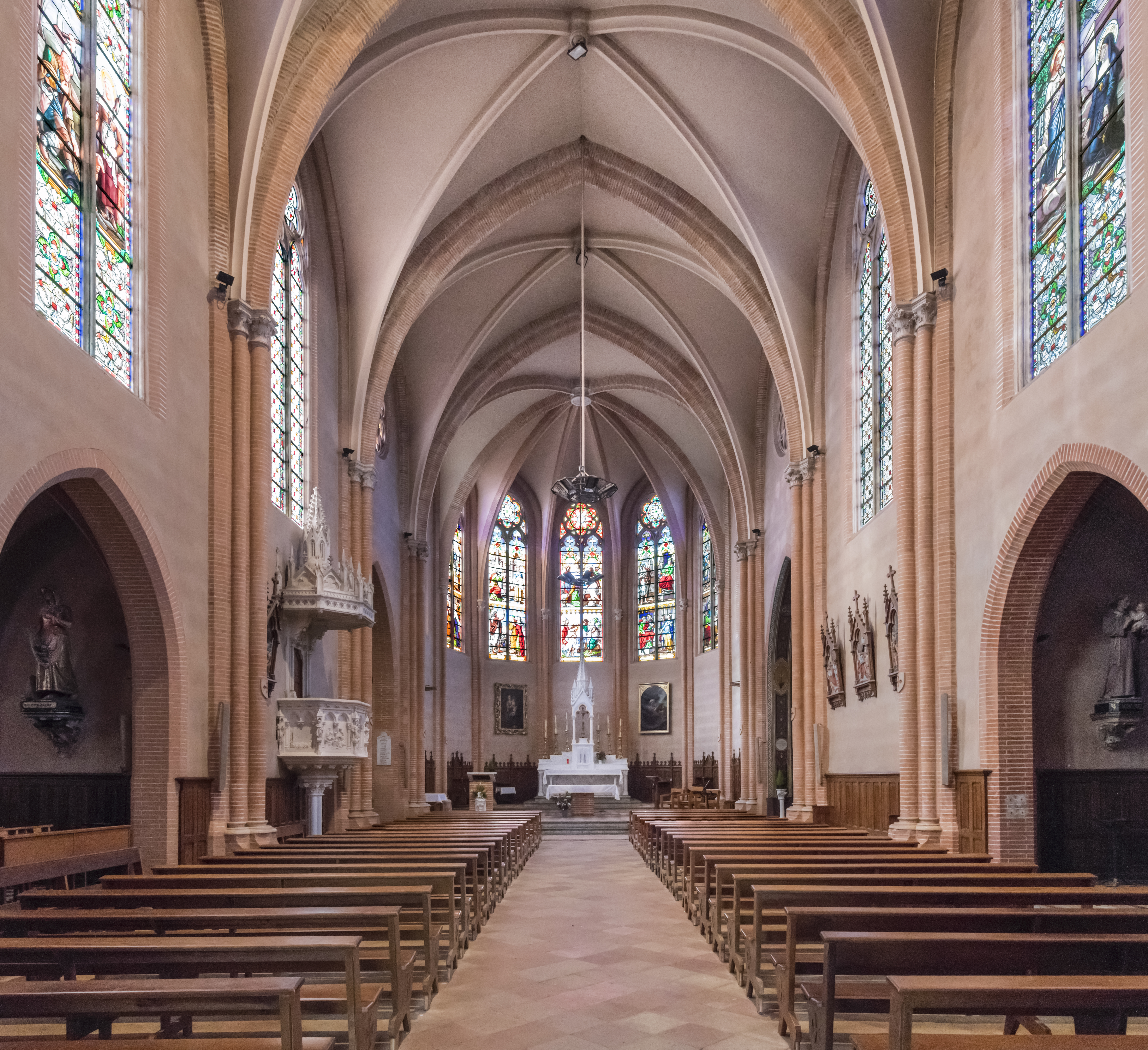
Vue de l’intérieur de l'église
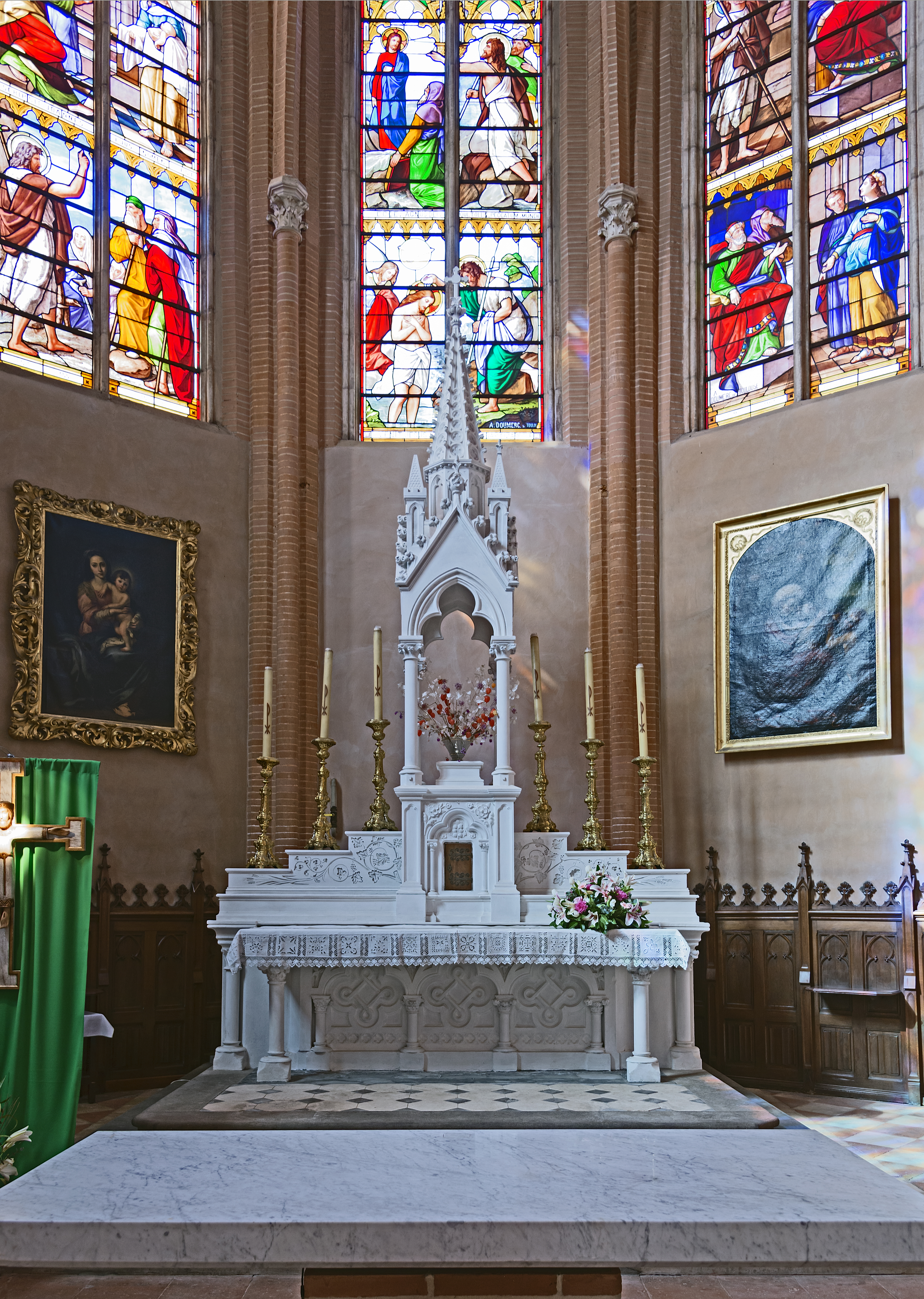
A templom oltára